# Le Louroux-Béconnais
Le Louroux-Béconnais è un ex comune francese di 2 840 abitanti situato nel dipartimento del Maine e Loira nella regione dei Paesi della Loira. Dal 15 dicembre 2016 il comune è accorpato al nuovo comune di Val d'Erdre-Auxence.

## Società

### Evoluzione demografica
Abitanti censiti